# Barkarola
Barkaróla (italijansko Barca - čoln) je bila prvotno pesem beneških gondoljerjev in mornarjev. Bila je v 6/8 ali 12/8 taktu. Melodije barkarole imajo miren značaj in dajejo s sicer redkim 6/8 oziroma 12/8 taktom vtis nihanja gondole, ki mirno pluje po kanalih Benetk. 
V tem ritmu so nastale številne skladbe. Barkarole sta pisala med drugimi tudi Frédéric Chopin in Felix Mendelssohn Bartholdy. Znana barkarola začenja tretje dejanje opere Hoffmannove pripovedke Jacquesa Offenbacha.